# Jochen Habsch
Jochen Habsch (* 3. Oktober 1970 in Erlangen) ist ein deutscher Sportarzt, Dozent und Lehrbuchautor. Er beschäftigt sich mit der Taping-Therapie am Bewegungsapparat. Außerdem betreibt er einen Verlag und eine Akademie.

## Leben
Jochen Habsch stammt aus einer deutschen Mittelstandsfamilie, wuchs zunächst in Franken, später in Oberbayern auf. Nach seinem Abitur 1990 am Gymnasium Puchheim studierte er in München Humanmedizin und erlangte 1997 die Approbation als Arzt. Er ist verheiratet und lebt mit seiner Frau in Fürstenfeldbruck bei München.
Jochen Habsch war während des Studiums an der Technischen Universität in München betreuend für mehrere Sportmannschaften und Vereine tätig. In dieser Zeit erlernte er auch bei Hans-Jürgen Montag das klassische Taping. Außerdem erlangte er parallel zum Studium auch Qualifikationen zum Fitness- und Gesundheitstrainer und als Sanitäter. Nach seiner Ausbildung zum praktischen Arzt war Jochen Habsch hauptsächlich in den Bereichen Sportmedizin, Intensivmedizin und als Notarzt tätig. Im Bereich der Suchtmedizin und motivierenden Gesprächsführung machte er mit mehreren wissenschaftlichen Veröffentlichungen auf sich aufmerksam. Im Rahmen seines sportmedizinischen Engagements ist er für die IFAA als Dozent für Sport-Rehatrainer, Personal- und Ernährungstrainer tätig. Außerdem war er nebenberuflich auch sportmedizinischer Betreuer für Rehazentren und Sportvereine, von 2001 bis 2004 unter anderem auch für den Bayerischen Leichtathletikverband. Dort bildete er dann auch Trainer und Betreuer in den Methoden des klassischen Tapings aus. Bekannt wurde Habsch ab 2009 für seine Art des neurophysiologisch fundierten kinetischen Tapings. Habsch betreibt eine private Praxis in Fürstenfeldbruck bei München. 2009 veröffentlichte er das Lehrheft Funktionelle Verbände mit Tape.

## Bücher und Rezensionen
Im Oktober 2010 erschien sein Lehrbuch Kompaktkurs kinetische Tapes, das von der Fachwelt positiv aufgenommen wurde: in der Zeitschrift für Physiotherapeuten wird das Werk redaktionell als „Grundlagen- und Nachschlagewerk...für jeden Betreuerkoffer“ bezeichnet. In der Deutschen Zeitschrift für Sportmedizin, dem Organ der Sportärzte, wird es vom wissenschaftlichen Chefredakteur als „Handbuch“ und „Nachschlagewerk...zur Taping-Therapie“ ausdrücklich empfohlen, ebenso im offiziellen Organ der Orthopäden und Unfallchirurgen. Außerdem finden sich positive Rezensionen auch in der Zeitung der Bayerischen Landesärztekammer, dem Bayerischen Ärzteblatt, in der Zeitschrift Naturheilpraxis und der Zeitschrift Therapie+Praxis des VDB Physiotherapieverbands. Erwähnung findet das Buch weiterhin im Deutschen Ärzteblatt. In der Schweizer Zeitschrift FITforLIFE ist es als Buchtipp der Redaktion angeführt. Amazon führt das Buch als Bestseller in der Sportmedizin. Im Oktober 2012 erschien die dritte Auflage. Jochen Habsch gilt als Koryphäe auf dem Gebiet des medizinischen Tapings.

## Publikationen
- Funktionelle Verbände mit Tape. 1. Buchh.-Ausgabe, Habsch-Verlag, Fürstenfeldbruck 2010, ISBN 978-3-942599-41-2
- Kompaktkurs kinetische Tapes. 1. Auflage, Habsch-Verlag, Fürstenfeldbruck 2010, ISBN 978-3-942599-51-1
- Kompaktkurs kinetische Tapes. 2., erweiterte Auflage, Habsch-Verlag, Fürstenfeldbruck 2011, ISBN 978-3-942599-52-8
- Kompaktkurs kinetische Tapes. 3. Auflage, Habsch-Verlag, Fürstenfeldbruck 2012, ISBN 978-3-942599-53-5